# 香港本土力量 (2015年)
香港本土力量（英語：Hong Kong Localism Power）是香港的一個政治組織，於2015年3月14日創立。2011年曾有一同名組織成立，並於2012年結束，但兩者並無關係。組織曾主張「港中區隔」，以香港人優先。隨後變為建制派政治組織。

## 事件

### 發起到無證男童懷仔就讀的小學示威
2015年5月，本土力量發起到孔教學院大成小學的校門外示威，表達對12歲無證童懷仔自首，並暫獲行街紙事件的不滿。有網民在門外貼滿「包容偷渡」、「知法犯法」抗議標語，並拍打大門。事件引起在校內就讀的女童哭訴「點解啊？我哋學校一路淨係想畀啲新嘅同學知道知識，個個人都唔知道……犯咗法又點喎！點解要貼呢啲嘢呀？」。民主黨立法會議員涂謹申批評示威者妨礙議員工作。而協助懷仔的陳婉嫻認為行為衝擊社會運動的底線。

### 與支聯會義工發生推撞
2015年6月4日下午，支聯會在維多利亞公園舉行論壇期間，本土力量成員攜擴音器到場示威。支聯會主席何俊仁質疑，示威者「收錢」，是「本土共產黨」。本土力量發言人何志光用頭部撞向支聯會義工。其後有人把何志光按倒在地，並將何志光的眼鏡拋至遠處。最後警方介入調停。

### 2016年立法會選舉
2016年香港立法會選舉，本土力量和民主進步黨一張名單獲確認出選，以「導正本土 取締騙徒」為競選口號。何志光於九龍西出選，最終落選。但楊繼昌被取消參選資格。
何志光在2017年農曆新年其間發生北上嫖雛妓收紅錢事件，被水哥揭發，何志光聯同郭紹傑（曾經在studio非禮水哥太太）在網台抹黑花生台水哥玩援交，導致其婚變家破人亡。三大領導人（塘邊鶴、是但哥、火哥）宣布退出本土力量。在2018年11月立法會九龍西補選表態支持建制派陳凱欣，正式表明投共，所有支持者心灰意冷，退出本土力量。

## 選舉

### 立法會選舉
| 選舉 | 民選得票 | 民選得票比例 | 地方選區議席 | 功能界別議席 | 總議席 | +/- |
| 2016 | 399      | 0.018%       | 0            | 0            | 0 / 70 | 0 ━ |

## 節目表
| 時間       | 星期一   | 星期二   | 星期三 | 星期四   | 星期五 | 星期六          | 星期日   |
| ---------- | -------- | -------- | ------ | -------- | ------ | --------------- | -------- |
| 非直播節目 | 政治揭露 | 中美爭霸 |        | 政治揭露 |        | 政經揭露 (停播) | 政教論彈 |

## 主持

### 現任
| 姓名   | 主持節目                                            | 主持人簡介                                     |
| ------ | --------------------------------------------------- | ---------------------------------------------- |
| 何志光 | 《政治揭露》 《中美爭霸》 《政教論彈》 《政經揭露》 | 時事評論員、本土力量頻道持有者。               |
| 缸智魚 | 《政經揭露》                                        | 報稱被不同政見網民起底，故宣佈休息至另行通知。 |